# Asplenium coto-brusense
Asplenium coto-brusense är en svartbräkenväxtart som beskrevs av A. Rojas och J.M.Chaves. Asplenium coto-brusense ingår i släktet Asplenium och familjen Aspleniaceae. Inga underarter finns listade.